# Alectra stolzii
Alectra stolzii är en snyltrotsväxtart som beskrevs av Adolf Engler. Alectra stolzii ingår i släktet Alectra och familjen snyltrotsväxter. Inga underarter finns listade i Catalogue of Life.